# Pauropus nexus
Pauropus nexus är en mångfotingart som beskrevs av Hilton 1933. Pauropus nexus ingår i släktet grovfåfotingar, och familjen fåfotingar. Inga underarter finns listade i Catalogue of Life.